# Оберн (Нью-Йорк)
Оберн (англ. Auburn) — місто (англ. city) в США, в окрузі Каюга штату Нью-Йорк. Населення — 26 866 осіб (2020).

## Географія
Оберн розташований за координатами 42°56′1″ пн. ш. 76°34′2″ зх. д. / 42.93361° пн. ш. 76.56722° зх. д. (42.933710, -76.567342). За даними Бюро перепису населення США в 2010 році місто мало площу 21,78 км², з яких 21,59 км² — суходіл та 0,19 км² — водойми.

### Клімат
| Клімат : Оберн                                                              | Клімат : Оберн | Клімат : Оберн | Клімат : Оберн | Клімат : Оберн | Клімат : Оберн | Клімат : Оберн | Клімат : Оберн | Клімат : Оберн | Клімат : Оберн | Клімат : Оберн | Клімат : Оберн | Клімат : Оберн | Клімат : Оберн |
| Показник                                                                    | Січ.           | Лют.           | Бер.           | Квіт.          | Трав.          | Черв.          | Лип.           | Серп.          | Вер.           | Жовт.          | Лист.          | Груд.          | Рік            |
| Абсолютний максимум, °C                                                     | 18,3           | 18,9           | 29,4           | 33,3           | 34,4           | 38,3           | 37,8           | 37,2           | 37,2           | 33,3           | 25,6           | 17,8           | 38,3           |
| Середній максимум, °C                                                       | −1,1           | 0,1            | 5,5            | 12,3           | 19,6           | 24,5           | 27,1           | 25,8           | 21,5           | 14,9           | 8,2            | 2,0            | 13,4           |
| Середній мінімум, °C                                                        | −11,1          | −11,1          | −5,6           | 0,6            | 7,1            | 12,6           | 15,6           | 14,8           | 10,1           | 3,9            | −1,2           | −6,9           | 2,5            |
| Абсолютний мінімум, °C                                                      | −30,6          | −35,6          | −25,6          | −11,1          | −3,3           | 0,6            | 3,9            | 3,9            | −2,2           | −8,9           | −17,2          | −29,4          | −35,6          |
| Норма опадів, мм                                                            | 69             | 58             | 77             | 82             | 92             | 111            | 106            | 94             | 109            | 97             | 95             | 87             | 1077           |
| Днів з опадами                                                              | 18,5           | 15,9           | 13,6           | 12,1           | 13,6           | 13,9           | 11,2           | 11,0           | 13,2           | 13,6           | 13,5           | 18,2           | 168,3          |
| Днів зі снігом                                                              | 11,5           | 8,2            | 5,5            | 1,3            | ,1             | 0              | 0              | 0              | 0              | ,4             | 3,4            | 8,5            | 38,9           |
| --------------------------------------------------------------------------- | -------------- | -------------- | -------------- | -------------- | -------------- | -------------- | -------------- | -------------- | -------------- | -------------- | -------------- | -------------- | -------------- |
| Джерело: NOAA (1971−2000), The Weather Channel (Precipitation and Extremes) |                |                |                |                |                |                |                |                |                |                |                |                |                |

## Демографія
Згідно з переписом 2010 року, у місті мешкало 27 687 осіб у 11 691 домогосподарстві у складі 6150 родин. Густота населення становила 1271 особа/км². Було 12639 помешкань (580/км²).
Расовий склад населення:
| - 86,3 % — білих - 8,5 % — чорних або афроамериканців - 0,6 % — азіатів - 0,4 % — корінних американців - 1,1 % — осіб інших рас |

До двох чи більше рас належало 3,1 %. Частка іспаномовних становила 3,6 % від усіх жителів.
За віковим діапазоном населення розподілялося таким чином: 20,9 % — особи молодші 18 років, 62,8 % — особи у віці 18—64 років, 16,3 % — особи у віці 65 років та старші. Медіана віку мешканця становила 39,1 року. На 100 осіб жіночої статі у місті припадало 102,9 чоловіків; на 100 жінок у віці від 18 років та старших — 102,4 чоловіків також старших 18 років.
Середній дохід на одне домашнє господарство становив 52 687 доларів США (медіана — 40 708), а середній дохід на одну сім'ю — 65 746 доларів (медіана — 56 292). Медіана доходів становила 50 469 доларів для чоловіків та 38 213 долари для жінок. За межею бідності перебувало 17,6 % осіб, у тому числі 25,5 % дітей у віці до 18 років та 8,2 % осіб у віці 65 років та старших.
Цивільне працевлаштоване населення становило 11 799 осіб. Основні галузі зайнятості: освіта, охорона здоров'я та соціальна допомога — 29,0 %, виробництво — 13,8 %, роздрібна торгівля — 12,5 %.

## Відомі уродженці
- Гаррієт Манн-Міллер (1831—1918) — американська дитяча письменниця і орнітологиня. Писала під псевдонімом Олів Торн.